# Ардененгау
Ардененгау (на немски: Ardennengau, Ardennergau; на латински: pagus Arduennensis) е средновековно франкско гауграфство в днешния триъгълник Белгия, Люксембург и Германия. Гауграфството принадлежи към херцогство Долна Лотарингия и църковно към абатството Лиеж.

## История
През ок. 7 век франките разделят тяхното царство на гау. Границите на Ардененгау в Ардените (Arduenna silva) са между реките Маас, Семоа, Мозел и Рейн. Ардененгау се намира между Айфелгау на север и Бидгау на изток.
От ок. 840 до 1028 г. Ардененгау е управляван от род Вигерихиди (наричан също Арденски дом). През 840 г. се създава графството Арденен, което съществува до ок. 1026 г.

## Графове в Ардененгау
- Адалхард († ок. 870)
- Отокар († сл. 880)
- Лиутфрид († сл. 895)
- Одакер (* пр. 820; † сл. 901/902), 893 граф в Близгау, 901 – 902 граф в Ардененгау
- Вигерих (* 870; † пр. 919, 922), граф в Бидгау (902 – 909), граф в Ардененгау, от 915/916 г. пфалцграф на Лотарингия
- Гозело/Гоцлин (* 914, † 942), граф в Ардененгау и Бидгау
- Гизелберт († 965), син на Вигерих, граф в Ардененгау, син на Вигерих
- Зигфрид I Люксембургски († 998), първият граф на Люксембург, граф в Бидгау, 982 г. граф в Мозелгау, ок. 964 г. граф в Ардененгау, вер. син на Вигерих
- Гизелберт († 1006), граф в Мозелгау, син на Зигфрид I Люксембургски
- Гозело (* 965, † ок. 1028), граф в Арденергау, внук на Гозело